# طرد الآسيويين من أوغندا

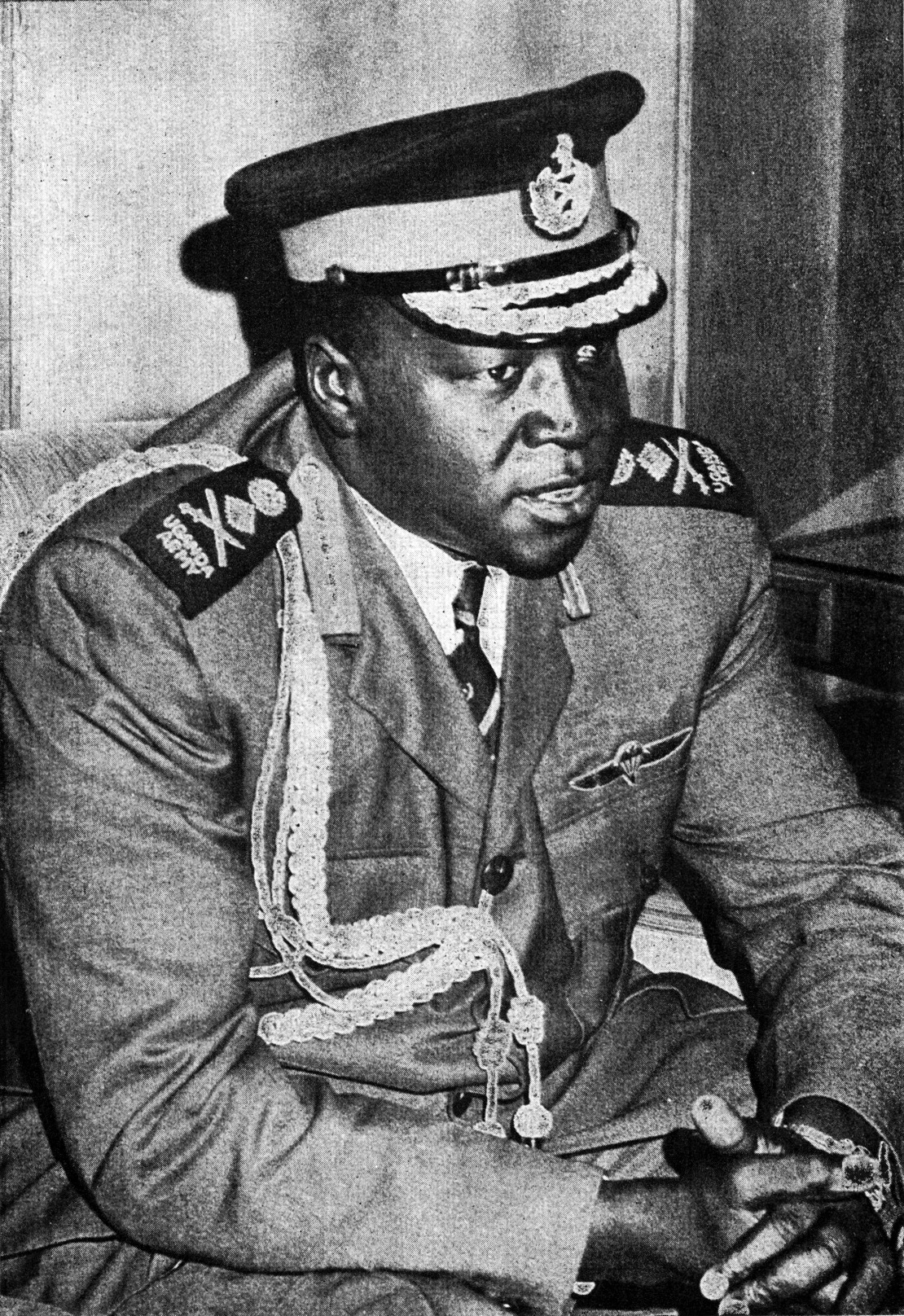

في أوائل أغسطس عام 1972، أمر رئيس أوغندا، عيدي أمين، بطرد الأقلية الآسيوية من البلاد، ومنحهم 90 يومًا لمغادرة البلاد. في وقت طردهم، كان هناك ما يقارب 80,000 فردًا من أصول جنوب آسيوية (معظمهم من الغجراتية) في أوغندا، من بينهم 23,000 شخصًا كان لديهم طلبات للحصول على الجنسية وقبولها.  في نهاية المطاف، على الرغم من إعفاء المجموعة الأخيرة من الطرد، اختار الكثيرون المغادرة طواعية. حصل الطرد على خلفية المشاعر المعادية للهند في أوغندا، حيث اتهم أمين الأقلية من السكان الآسيويين بعدم الولاء وعدم الاندماج وسوء التصرف التجاري، وذلك بحسب ما يزعم القادة الهنود المتنازعون. دافع أمين عن عملية الطرد بحجة أنه «يعيد أوغندا للإثنيين الأوغنديين».
كان العديد من المهجرين من مواطني المملكة المتحدة والمستعمرات وهاجر ما يقارب 27,200 شخصًا إلى المملكة المتحدة. من بين اللاجئين الآخرين الذين حُسبوا، ذَهَبَ 6000 لاجئ إلى كندا، وانتهى الأمر بنحو 4500 لاجئ في الهند وذهب 2500 إلى كينيا المجاورة. في المجموع، أُعيد توزيع نحو 5655 شركة، مع عدد من المزارع، والحقول، والأراضي الزراعية، إلى جانب السيارات والمنازل وغيرها من السلع المنزلية.

## الخلفية
كان وجود الآسيويين الجنوبيين في أوغندا هو نتيجة الخيارات المدروسة التي أجرتها الإدارة البريطانية (1894-1962). أحضرتهم بريطانيا إلى محمية أوغندا «ليكونوا بمثابة حاجز بين الأوروبيين والأفارقة في درجات التجارة والإدارة الوسطى». بالإضافة إلى ذلك، في تسعينيات القرن التاسع عشر، أتى نحو 32,000 عامل من الهند البريطانية إلى جنوب شرق إفريقيا بموجب عقود عمل من أجل بناء خط سكة حديد أوغندا. عاد معظم الهنود الباقين على قيد الحياة إلى ديارهم، لكن قرر نحو 6724 شخصًا البقاء في البحيرات العظمى الأفريقية بعد الانتهاء من الخط. في وقت الطرد، كان هناك ما يقارب 80,000 شخص من أصول جنوب آسيوية في أوغندا، منهم 23,000 نُظر في طلباتهم للحصول على الجنسية وقُبلت. كان هناك 50,000 آخرين يحملون جواز سفر بريطاني، على الرغم من أن أمين نفسه استخدم الرقم المبالغ فيه على ما يبدو وهو 80,000 حامل جواز سفر بريطاني في خطاب الطرد الأولي.
استثمر البريطانيون في تعليم الأقلية الآسيوية، على نحو أفضل من تعليم الأوغنديين الأصليين. وبحلول أوائل سبعينيات القرن العشرين، وُظف الكثير من الهنود في جنوب أفريقيا وأوغندا في الخياطة والأعمال المصرفية وكانت المشاعر المعادية للهند مرسخة بالفعل قبل بدء حكم أمين في فبراير عام 1971. في حين لم يكن جميع الآسيويين الأوغنديين في وضع جيد، كانوا في المتوسط أفضل حالًا من مجتمعات السكان الأصليين، مشكلين بذلك1 بالمئة من السكان بينما حصلوا على خمس الدخل القومي. شكل الهنود الصورة النمطية على أنهم «مجرد تجار» وصُنفوا على أنهم «دوكاولاس» (مصطلح مهني تحوّل إلى افتراء معادٍ للهند خلال فترة أمين)، الذين حاولوا خداع المشترين غير المشتبه بهم وتجنبوا عائلاتهم فقط. على عكس ذلك، «لم يكن من غير المعتاد إيجاد أن الهنود حصلوا على الأفضلية وصور سلبية لقدرة وكفاءة الأفارقة». أُضفي الطابع المؤسسي على الفصل العنصري. خدمت المجتمعات الإثنية المنغلقة خدمات الرعاية الصحية والمدارس النخبوية. بالإضافة إلى ذلك، كان نظام التعريفات الجمركية في أوغندا موجهًا تاريخيًا نحو المصالح الاقتصادية لتجار جنوب آسيا.